# Літературно-мистецькі перехрестя (паралелі)
«Літературно - мистецькі перехрестя (паралелі)» — монографія Григорія Костюка. Випущено до 100-річчя автора накладом 1000.

## Вихідні дані
Літературно-мистецькі перехрестя (паралелі) : монографія / Г. Костюк. Редактор С. А. Гальченко. — Київ ; Вашінгтон, 2002. — 416 с. — Бібліогр.: С.377-401 . — ISBN 966-7802-14-0 (в оправі)

## Анотація
До книжки увійшли літературно-критичні праці українського літературознавця Григорія Костюка, друковані у різний час, що охоплюють його понад 50-річну діяльність. У збірнику вміщено статті про відомих вчених, письменників, митців: М. Вороного, О. Грищенка, О.Олеся, М. Плевако, П. Филиповича, М. Хвильового, а також про історико-літературний процес в Україні та діаспорі.

## Зміст
Збірник починають статті про Григорія Костюка:
- Миколи Жулинського Літописець «несамовитої доби»// Сторінки 5–18.
- Надії Баштової Критик-гуманіст // Сторінки 19—32.